# Frank Howard Clark
Frank Howard Clark est un scénariste américain né le 15 mai 1888 à Pittsburgh (Pennsylvanie) et mort le 19 janvier 1962 à Los Angeles (Californie).

## Biographie
Il a écrit le scénario de plusieurs dizaines de films, dont de nombreux westerns, et en a réalisé deux.

## Filmographie

### comme scénariste
Filmographie partielle
- 1917 : Bull's Eye (en) de James W. Horne
- 1919 : The Midnight Man de James W. Horne
- 1920 : Flame of Youth de Howard M. Mitchell
- 1922 : Dusk to Dawn de King Vidor
- 1922 : La Conquête d'une femme (Conquering the Woman) de King Vidor
- 1923 : Her Dangerous Path (en) de Roy Clements
- 1924 : American Manners (en) de James W. Horne
- 1924 : L'Amérique l'a échappé belle (Laughing at Danger) de James W. Horne
- 1924 : Wolves of the North (en) de William Duncan
- 1925 : Blue Blood de Scott R. Dunlap
- 1926 : The Fighting Buckaroo de Roy William Neill
- 1930 : The Utah Kid de Richard Thorpe
- 1932 : Blanco, seigneur des prairies (Wild Horse Mesa) de Henry Hathaway
- 1935 : Femmes d'affaires (Traveling Saleslady) de Ray Enright

### comme réalisateur
- 1928 : The Texas Tornado (en)
- 1928 : Wizard of the Saddle (en)